# Palócové
Palócové nebo Palóci, maďarsky Palóc(ok), jsou maďarská etnografická skupina obývající severní Maďarsko a přilehlý jih Slovenska. Z jazykového hlediska se jedná zhruba o historické oblasti Tekova, Hontu, Novohradu, Gemeru, Heveše, Boršodu, Turně a Abova. Jádrový region palócké kultury se nazývá Palócföld.
Pojmenování pochází ze slovanského jména „Polovci“, kterým se zřejmě označovali Kumáni. Kumánské kmeny do této oblasti přišly dříve než do pozdější Malé a Velké Kumánie ve Velké uherské nížině.
Proslulým a dosud živým skanzenem palócké kultury je vesnice Hollókő, zařazená na seznam UNESCO.